# 魏森基兴堂区教堂
魏森基兴堂区教堂（Pfarrkirche Weißenkirchen in der Wachau）是一座罗马天主教堂区教堂，位于下奥地利州克雷姆斯乡村县瓦豪地区魏森基兴，供奉圣母升天。隶属于天主教圣帕尔滕教区施皮茨总铎区。该堂已列为保护文物。

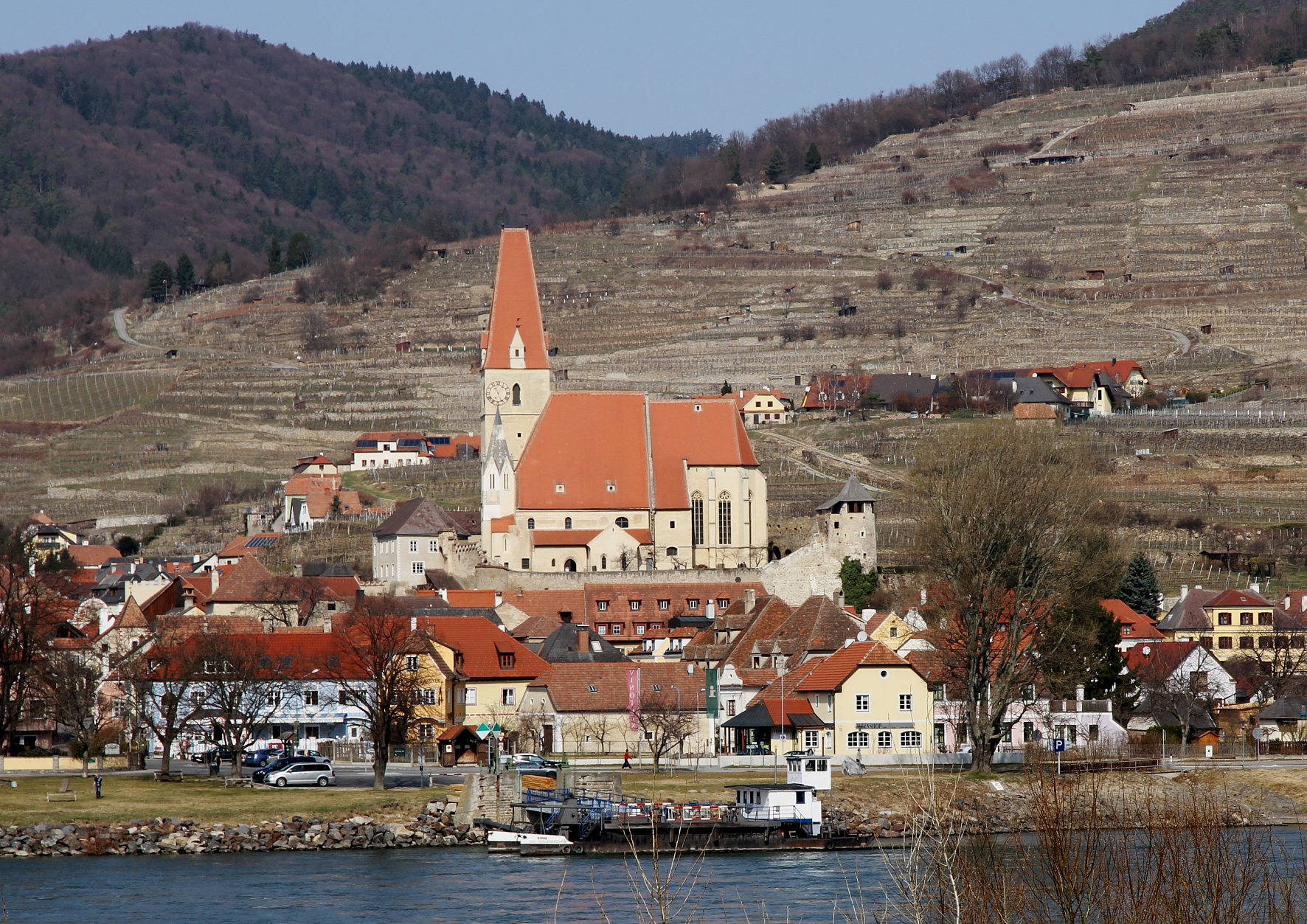
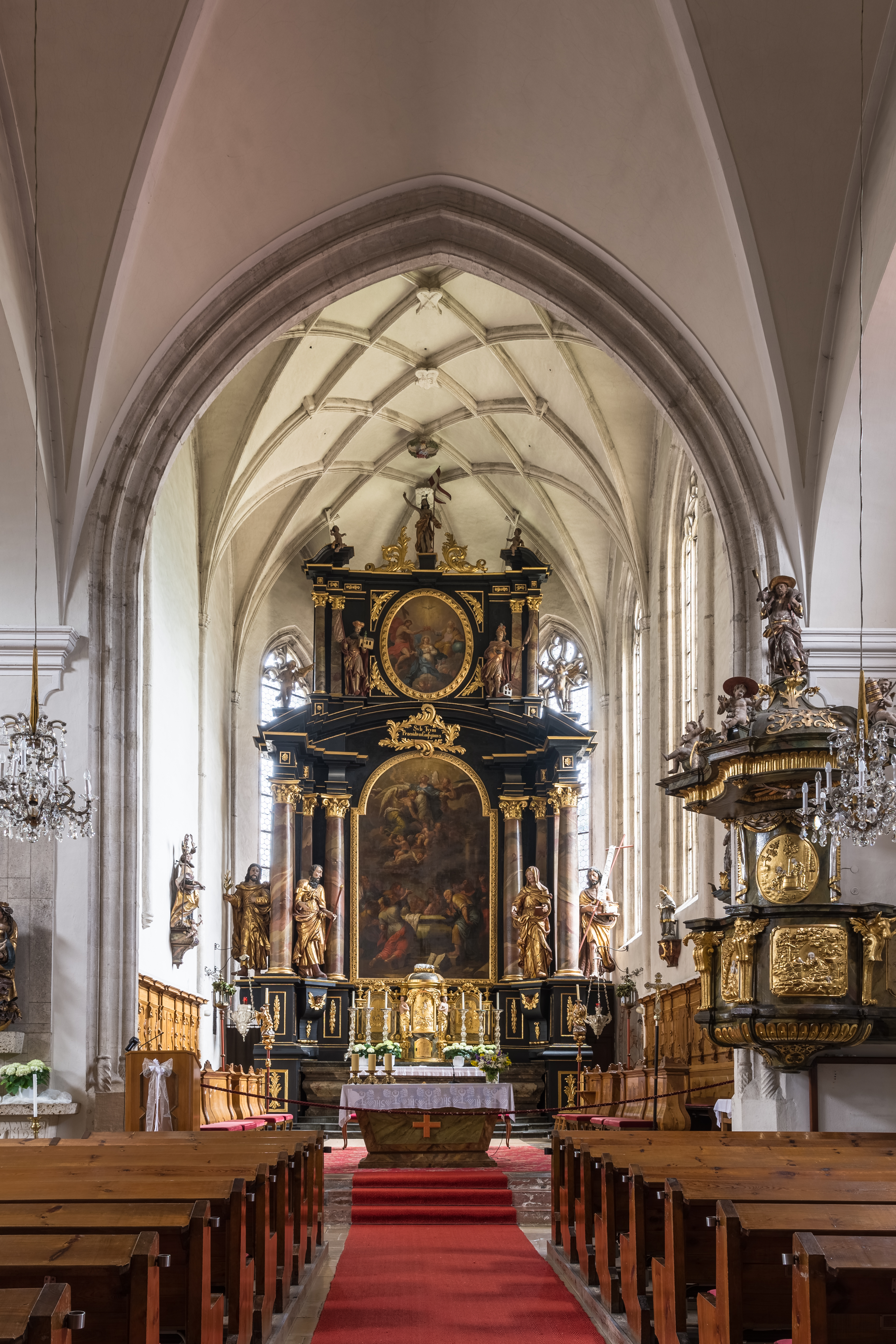